# 相模原市立内郷中学校
相模原市立内郷中学校（さがみはらしりつ うちごうちゅうがっこう）は、神奈川県相模原市緑区寸沢嵐に存在する公立の中学校である。

## 通学区域
- 相模原市緑区[2]
  - 寸沢嵐1~2335・2468~3692
  - 若柳461~1582・1628~1634

## 進学前小学校
- 相模原市緑区
  - 相模原市立内郷小学校